# نوکیا ان۷۶
نوکیا ان۷۶ یکی از تلفن‌های همراه هوشمند نسل سوم نوکیا است که به صورت تاشو طراحی شده است. این گوشی در تاریخ ۸ ژانویه ۲۰۰۷ معرفی شد. مجهز به دوربین ۲ مگاپیکسل با فلاش و بزرگ‌نمایی دیجیتالی ۲۰ برابر و دوربین دوم برای مکالمه تصویری، دارای رادیو اف‌ام و بلوتوث و از جاوا هم پشتیبانی می‌کند. این گوشی از سیستم‌عامل سیمبیان نسخه ۹٫۲ و ۶۰ ویرایش سوم بهره می‌برد.

## مشخصات کلی
| عمومی                   |                                                       |
| تاریخ معرفی             | ۸ ژانویه ۲۰۰۷                                         |
| شبکه نسل دوم            | جی‌اس‌ام ۸۵۰ / ۹۰۰ / ۱۸۰۰ / ۱۹۰۰                        |
| شبکه نسل سوم            | یوام‌تی‌اس ۲۱۰۰                                         |
| ظاهری                   |                                                       |
| ابعاد                   | ۱۳٫۷×۵۲×۱۰۶٫۵ میلی‌متر                                 |
| وزن                     | ۱۱۵ گرم                                               |
| رنگ                     | سفید، قرمز، مشکی                                      |
| شکل                     | تاشو                                                  |
| نمایشگر                 |                                                       |
| نوع                     | تی‌اف‌تی، ۱۶ میلیون رنگ                                 |
| اندازه                  | ۲٫۴ اینچ                                              |
| دقت                     | ۳۲۰×۲۴۰ پیکسل                                         |
| نمایشگر بیرونی          |                                                       |
| نوع                     | تی‌اف‌تی، ۲۶۲٬۱۴۴ رنگ                                   |
| اندازه                  | ۱٬۳۶ اینچ                                             |
| دقت                     | ۱۲۸×۱۶۰ پیکسل                                         |
| دوربین                  |                                                       |
| کیفیت                   | ۲ مگاپیکسل                                            |
| اندازه تصویر            | ۱۲۰۰×۱۶۰۰ پیکسل                                       |
| فیلم‌برداری              | کیووی‌جی‌ای (۲۴۰×۳۲۰) ۱۵ فریم در ثانیه                  |
| فلاش                    | ال‌ئی‌دی                                                |
| قابلیت‌ها                | بزرگ‌نمایی دیجیتالی ۲۰ برابر                           |
| دوربین دوم              | سی‌آی‌اف                                                |
| باتری                   |                                                       |
| نوع                     | باتری لیتیوم یون ۷۰۰ میلی‌آمپرساعت (BL-4B)             |
| زمان آماده‌باش           | ۲۰۰ ساعت (نسل ۲) ۱۹۲ ساعت (نسل ۳)                     |
| زمان مکالمه             | ۲ ساعت و ۴۵ دقیقه(نسل ۲) ۲ ساعت (نسل ۳)               |
| چندرسانه‌ای              |                                                       |
| پخش موسیقی              | MP3, AAC, AAC+, eAAC+, WMA, WAV                       |
| پخش ویدئویی             | WMV, RV, MP4, 3GP                                     |
| رادیو                   | رادیو اف‌ام استریو                                     |
| حافظه                   |                                                       |
| حافظه داخلی             | ۲۶ مگابایت                                            |
| کارت حافظه              | میکرو اس‌دی، قابلیت افزایش تا ۲ گیگابایت               |
| زنگ گوشی                |                                                       |
| نوع                     | پلی‌فونیک، ام‌پی‌تری                                     |
| لرزاننده                | دارد                                                  |
| مدیریت تماس             |                                                       |
| دفترچه تلفن             | نامحدود                                               |
| گزارش تماس‌ها            | با جزئیات، حداکثر ۳۰ روز                              |
| فرمان و شماره‌گیری صوتی  | دارد                                                  |
| نمایش تصویر تماس گیرنده | دارد                                                  |
| ارتباطی                 |                                                       |
| جی‌پی‌آراس                | کلاس ۳۲، ۱۰۷ کیلوبیت بر ثانیه                         |
| اچ‌اس‌سی‌اس‌دی              | دارد                                                  |
| ئی‌دی‌جی‌ئی                | کلاس ۳۲، ۲۹۶ کیلوبیت بر ثانیه                         |
| ۳جی                     | دارد، ۳۸۴ کیلوبیت بر ثانیه                            |
| شبکه محلی بیسیم         | ندارد                                                 |
| بلوتوث                  | دارد، نسخه ۲                                          |
| فروسرخ                  | ندارد                                                 |
| یواس‌بی                  | نسخه ۲، مینی‌یواس‌بی                                    |
| نرم‌افزاری               |                                                       |
| سیستم‌عامل               | سیمبیان ۹٫۲                                           |
| واسط کاربری             | سری ۶۰ ویرایش سوم                                     |
| پشتیبانی جاوا           | دارد                                                  |
| سایر                    |                                                       |
| پردازنده                | ARM 11 369 MHz                                        |
| جی‌پی‌اس                  | ندارد                                                 |
| پیام‌رسانی               | پیام‌کوتاه، پیام چندرسانه‌ای، پست الکترونیکی، پیام فوری |
| پست الکترونیکی          | آی‌ام‌ای‌پی، پی‌ئوپی۳، اس‌ام‌تی‌پی                           |
| مرورگر اینترنت          | اچ‌تی‌ام‌ال، اکس‌اچ‌تی‌ام‌ال، وی‌ای‌پی                         |
| نمایش مستندات           | پی‌دی‌اف، ورد، اکسل، پاورپوینت                          |
| بازی                    | دارد                                                  |
|                         | تی۹ ویرایشگر تصویر و ویدئو                            |